# جاحظ (دهانه)
جاحظ (انگلیسی: Al-Jāhiz) یک دهانه برخوردی در عطارد است. قطر این دهانه ۸۳ کیلومتر است. نام این دهانه توسط اخترفیزیک‌دان دیوید موریسون پیشنهاد و در سال ۱۹۷۶ توسط اتحادیه بین‌المللی اخترشناسی (IAU) تصویب شد. جاحظ به افتخار نویسنده عرب، جاحظ، که در سال ۸۶۹ میلادی در بصره، عراق درگذشت، نام‌گذاری شده است.
دهانه لو شون در جنوب‌غربی دهانه جاحظ قرار دارد.